# ده كهنه
ده کهنه هي قریة تقع في قسم جاه ورز جنوب مقاطعة لامرد وفی جنوب غرب إيران.
1. ↑  GeoNames (بالإنجليزية), 2005, QID:Q830106